# Massada
Massada (hebr. מסדה) – kibuc położony w Samorządzie Regionu Emek ha-Jarden, w Dystrykcie Północnym, w Izraelu. Członek Ruchu Kibuców (Ha-Tenu’a ha-Kibbucit).

## Położenie
Kibuc jest położony w dolinie Kinaret, w odległości dwóch kilometrów na południe od jeziora Tyberiadzkiego w Dolnej Galilei. Leży w depresji Rowu Jordanu na wysokości 196 metrów p.p.m., pomiędzy rzekami Jordan i Jarkon. Kibuc leży dwanaście kilometrów na południowy wschód od miasta Tyberiady.
W jego otoczeniu znajdują się kibuce Sza’ar ha-Golan, Ma’agan, Deganja Bet, Bet Zera, Afikim i Aszdot Ja’akow Me’uchad, oraz strefa przemysłowa Samach.

## Demografia
Liczba mieszkańców Massady:

## Historia
Kibuc został założony 21 marca 1937 przez żydowskich imigrantów Rumunii. W tym samym dniu powstał także sąsiedni kibuc Sza’ar ha-Golan. Był to okres Rewolty arabskiej (lata 1936–1939) w Mandacie Palestyny, z tego powodu oba kibuce od samego początku swojego istnienia posiadały obronne palisady oraz wieże obserwacyjne. Nazwę wzięto od starożytnej fortecy żydowskiej Masada, położonej nad Morzem Martwym.
Przyjęta 29 listopada 1947 Rezolucja Zgromadzenia Ogólnego ONZ nr 181 przyznała te tereny państwu żydowskiemu. Jednak na samym początku wojny o niepodległość rejon doliny zaatakowały wojska syryjskie. W dniach 15-21 maja 1948 doszło tutaj do bitwy o dolinę Kinnarot, podczas której rankiem 19 maja kibuc Massada został ewakuowany. Opuszczoną osadę natychmiast zajęli Syryjczycy, którzy zniszczyli prawie całkowicie kibuc. Po zakończeniu walk, w dniu 22 maja izraelscy żołnierze zajęli zniszczoną Massadę. Po wojnie kibuc został szybko odbudowany.
Kibuc Massada, podobnie jak wiele innych osad położonych u podnóża Wzgórz Golan, cierpiał od licznych ataków arabskich prowadzonych z terytorium Syrii i Jordanii. W dniu 29 marca 1968 ciągnik rolniczy z Massady najechał na podłożoną minę lądową. W wybuchu zginęło czterech mieszkańców kibucu. Gdy izraelscy żołnierze ewakuowali ofiary ataku, Jordańczycy otworzyli do nich ogień. W odwecie Siły Powietrzne Izraela zbombardowały jordańskie wioski przygraniczne.
W 2006 kibuc został sprywatyzowany.

## Kultura i sport
W kibucu znajduje się dom kultury. W skład zaplecza sportowego wchodzi basen kąpielowy, siłownia, boisko do koszykówki, boisko do piłki nożnej i korty tenisowe.

## Edukacja
Kibuc utrzymuje przedszkole i szkołę podstawową.

## Gospodarka
Gospodarka kibucu opiera się na intensywnym rolnictwie (zboża i warzywa). W kilku szklarniach uprawia się rośliny ozdobne. Dodatkowo uprawiane są daktylowce, awokado i banany. Na południe od kibucu znajduje się staw hodowlany, w którym hoduje się ryby. Hodowla bydła obejmuje krowy mleczne. Jest tu także ferma drobiu.
Osobnym źródłem dochodów jest branża turystyczna. Kibuc posiada pokoje noclegowe do wynajęcia.

## Osoby związane z kibucem
W kibucu urodził się i wychował izraelski polityk Ofer Lifschitz.

## Komunikacja
Z kibucu wyjeżdża się w kierunku północnym na drogę nr 7589, którą jadąc na wschód dojeżdża się do sąsiedniego kibucu Sza’ar ha-Golan, a jadąc na zachód dojeżdża się do drogi nr 90  i kibucu Afikim.